# Acțiunea Conservatoare (partid)
Acțiunea Conservatoare este o mișcare politică care a fost anunțată oficial pe 21 mai 2025 de cofondatorul și fostul copreședinte al AUR, Claudiu Târziu. Partidul a fost lansat oficial pe 21 iunie.

## Ideologie și poziții politice
Pe blog-ul său, Claudiu Târziu a postat următorul manifest, înainte de lansarea partidului: 
„Noi,  cei care am fondat Acțiunea Conservatoare, facem un legământ în fața națiunii române: să apărăm ceea ce contează cu adevărat.

- Viața de la concepție;
- Familia ca temelie a societății;
- Credința creștină ca suflet al neamului;
- Istoria ca rădăcină vie;
- Libertatea ca dar divin apărat cu sânge;
- Suveranitatea ca drept care nu se discută;
- Proprietatea ca fundament al demnității;
- Ordinea morală ca bază a unei societăți sănătoase.

Nu suntem nostalgici după trecut, dar nici nu acceptăm ștergerea memoriei.
Nu suntem radicali, dar vom lupta fără compromisuri pentru tot ceea ce este drept.
Pornim de la valorile conservatoare, dar avem o viziune reformatoare.
România nu trebuie să se reinventeze, România trebuie să-și amintească cine este și să renască în adevăr, credință și demnitate.

Atunci România va fi puternică.”—
Partidul se consideră conservator în valori și hotărât în fapte, condamnând populismul și extremismul politic.